# 남셈어군

파란색으로 표시된 것이 남셈어군의 역사적 분포

남셈어군(South Semitic languages)은 셈어파의 가설적인 주요 어군으로, 현대 남아라비아어, 고대 남아라비아어, 에티오피아 셈어군을 한데 묶은 분류이다.

## 분류
남셈어군 자체는 논쟁적인 분류이나 그 하위의 남서셈어, 동서셈어 각각의 성립에는 거의 이견이 없다.
- 남서 셈어
  - 고대 남아라비아어: 절멸했거나 소수 언어인 라지히어(Razihi), 파이피어(Faifi)가 그 후손일 수 있다.
  - 초기 에티오피아 셈어
- 동서 셈어
  - 현대 남아라비아어: 과거 고대 남아라비아어의 직접적 후손으로 여겨졌으나 현재는 일종의 '자매 관계'라는 것이 정설이다.

에티오피아 셈어군의 언어들은 에티오피아 등 지역에서 널리 쓰이고 있으나, 남아라비아어는 아랍어에 압도되어 화자 수가 적고 명맥만 유지하고 있는 수준이다.

## 같이 보기
- 아프리카아시아어족